# Videobandbreite
Die Videobandbreite gibt an, wie die Qualität eines Gerätes der Videotechnik einzuschätzen ist. Sie gibt dabei die höchste Signalfrequenz an, die mit einer maximalen Dämpfung von 3 dB verarbeitet werden kann. Diese Angabe wird oft bei Monitoren oder Videorecordern verwendet. 
Die typische Bandbreite eines VHS-Videorecorders beträgt z. B. 3 – 4 MHz (S-VHS).
Bei einem Monitor muss die Videobandbreite größer als der Pixeltakt sein, um ein scharfes Bild zu bekommen:
{\displaystyle {\text{Videobandbreite}}\geq {\text{Zeilenzahl}}\cdot {\text{Spaltenzahl}}\cdot {\text{Vertikalfrequenz}}}
Bei der Zeilen- und Spaltenzahl ist die Brutto-Zahl zu nehmen. Diese ist immer größer als die Zahl der sichtbaren Zeilen bzw. Spalten. Der Faktor
{\displaystyle {\frac {{\text{Bruttozeilenzahl}}\cdot {\text{Bruttospaltenzahl}}}{{\text{sichtbare Zeilenzahl}}\cdot {\text{sichtbare Spaltenzahl}}}}}
hängt von der Auflösung und der Übertragungstechnik ab, typische Werte sind z. B. bei VGA 1,3 - 1,4.